# سارا مينديز دا كوستا
سارا مينديز دا كوستا (بالإنجليزية: Sara Mendes da Costa)‏ هي ممثلة بريطانية، ولدت في 1966.